# Mortrée

Mortrée este o comună în departamentul Orne, Franța. În 1 ianuarie 2022 avea o populație de 1.125 de locuitori.